# Отношения между Русия и Сърбия
Руско-сръбските отношения са двустранните отношения между европейските държави Русия и Сърбия.
Двете страни поддържат пълни дипломатически отношения. Русия поддържа посолство и почетно консулство в Белград, а Сърбия – посолство в Москва и почетно консулство в Санкт Петербург. Към април 2023 година посланик на Русия в Белград е Александър Боцан-Харченко, а на Сърбия в Москва – Момчило Бабич.
Спорадични контакти между Русия и Сърбия съществуват от Средновековието, а между XIV и XVIII век известен брой сърби емигрират в Русия. Официални дипломатически отношения между двете страни са установени за пръв път на 23 февруари 1838 година. През по-голямата част от времето след това те поддържат близки, а в някои периоди и съюзнически отношения, най-силно охлаждане в които предизвикват Октомврийската революция от 1917 година, след която Югославия признава Съветския съюз едва през 1940 година, и Съветско-югославския конфликт в средата на XX век.
Съвременните отношения между Русия и Сърбия започват с взаимното им признаване след разпадането на Югославия и Съветския съюз в началото на 90-те години на XX век. Двете страни запазват в сила всички междудържавни документи подписани между своите предшественици, включително около 70 двустранни договора, споразумения и протоколи. През следващите десетилетия те сключват още над 40 двустранни споразумения и договори в различни сфери на взаимно сътрудничество.
Според преброяването през 2002 година има 2588 руснаци, живеещи в Сърбия, и 4156 сърби, живеещи в Русия.

## Политически отношения
След края на Югославските войни, в хода на които често Русия остава основният европейски партньор на Сърбия, тя се връща към своята традиционна политика на балансиране между Русия и Запада, опитвайки се да извлича ползи за себе си от двете страни. Макар официално да няма намерение да се присъедини към НАТО, Сърбия развива активно сътрудничество с организацията, аналогично на страните, кандидатстващи за членство в нея. В същото време тя поддържа и активни контакти във военната област с Русия. Това и позволява да получава известна руска военна помощ в замяна на възможността Русия да демонстрира политическо присъствие на Балканите.
През 2012 година двете страни създават Център за извънредни хуманитарни ситуации в Ниш, на 50 километра от границата с България. Официално той има за цел гражданска защита при бедствия, но предизвиква опасения, че може да бъде използван от Русия за разузнавателни цели или като ядро на бъдеща военна база. През 2013 година двете страни сключват споразумение за военно сътрудничество, в рамките на което през следващите години провеждат ежегодни съвместни учения за действия срещу терористи и антиправителствени демонстранти.
Сърбия прави постоянни опити за закупуване на руско въоръжение, но реалните доставки са ограничени заради ограничените ѝ финансови възможности и нежеланието на Русия да ѝ предостави търсените отстъпки. Все пак Сърбия купува два използвани транспортни хеликоптера „Ми-8“, а през 2016 година успява да договори безвъзмездното предоставяне на 6 изтребителя „МиГ-29“, 30 танка „Т-72“ и 30 бронетранспортьора „БРДМ-2“.

### Руско-украинска война
Сръбската политика на балансиране между Запада и Русия започва да губи почва с изострянето на отношенията между тях след започнатата от Русия през 2014 година Руско-украинска война. Първоначално Сърбия заема отчетливо проруска позиция и през 2015 година сръбският президент Томислав Николич е единственият европейски лидер от страна извън Общността на независимите държави, посетил военния парад в Москва по повод 70-тата годишнина от края на Втората световна война. В същото време министър-председателят Александър Вучич заема по-балансирана позиция и през 2017 година успява да измести Николич от президентския пост.

### Косово
Русия е основният съюзник на Сърбия в усилията ѝ да предотврати отделянето на Косово в самостоятелна държава, като активното взаимодействие между двете страни в периода 2006 – 2008 година отбелязва кулминацията в съвременните им двустранни отношения.
През 90-те години на XX век Русия заема принципна позиция срещу отделянето на Косово от Сърбия, което вижда като опасен прецедент, насърчаващ сепаратизма в Чечения и други части на самата Русия. Тя оказва дипломатическа подкрепа на Сърбия до самия край на Косовската война, когато се присъединява към международното решение за прекратяване на конфликта, съдейства за капитулацията на Сърбия и се включва в мироопазващите сили в Косово.
През 2004 година започват дипломатически действия за намиране на трайно решение за статута на Косово, в които Русия играе активна роля като член на Контактната група. В хода на преговорите, навлезли в активна фаза в началото на 2006 година, руското правителство заема твърда позиция в полза на Сърбия, обявявайки се за ограничаване на външния натиск за сметка на двустранно решение на въпроса между самите Сърбия и Косово. Окуражавана от руската подкрепа, през лятото на 2007 година Сърбия окончателно отхвърля плана за отделяне на Косово, предложен от посредника на ООН Марти Ахтисаари. По това време руският президент Владимир Путин е на върха на популярността си в Сърбия, а сръбският парламент приема с голямо мнозинство, включително с участието на застъпващи се за европейска интеграция на страната партии, декларация за неутралитет.
В тази ситуация парламентът на Косово действа едностранно и през февруари 2008 година приема Декларация за независимост. С решаващото съдействие на Русия Сърбия издейства от Общото събрание на ООН въпросът за декларацията да бъде разгледан от Международния съд на ООН. Сръбското правителство възлага големи надежди на тези ходове, но в същото време Русия все по явно се ориентира към негласно приемане на независимостта на Косово, която да използва като прецедент за организираното от нея отцепване на Абхазия и Южна Осетия от Грузия и Транснистрия от Молдова. С решението на Международния съд, прехвърлящо въпроса за независимостта на Косово към Европейския съюз, Русия е окончателно изолирана от процеса. През следващите години новият сръбски президент Александър Вучич превръща въпроса за Косово в част от преговорите за присъединяване на Сърбия към Европейския съюз.

## Икономически отношения
Русия е важен партньор в сръбското икономическо сътрудничество със света и е на първо място по отношение обема на търговията, на първо място по отношение на вноса и на пето в износа. През 2007 година стоковата търговия между двете държави се увеличила, в сравнение с тази от 2006 година и възлиза на 3,077 милиарда долара. Износът от Сърбия възлиза на 451,5 милиона долара, докато техният внос е в размер на 2,625 милиарда долара. Енергийните източници (нефт, нефтени продукти и газ, съставят около 83,5 % от вноса), суровините и продуктите на машиностроенето са преобладаващата част от вноса от Русия, докато износът на Сърбия се състои от фармацевтични продукти, подови настилки, машини, екипировка, храна, дрехи и потребителски стоки.
Силната зависимост на Сърбия от вноса на източници на енергия от Русия и силното задлъжняване на сръбски компании към руски доставчици по време на Югославските войни става причина и за политическо напрежение между двете страни. Сърбия е силно засегната и от прекъсването на доставките на природен газ по време на Руско-украинския газов конфликт през 2006 година. В началото на 2008 година Сърбия продава на руския газов доставчик „Газпром“ основното си нефтохимическо предприятие „Нефтена индустрия на Сърбия“ и газохранилището в Банатски двор срещу обещания за включване в планирания газопровод „Южен поток“, чието изграждане е отменено през 2014 година.
Русия и Сърбия споделят безвизова политика за пътници, заминаващи между двете страни от 2008 г. насам.

## Култура и образование
Югославия и Руската федерация подписват споразумение за сътрудничество в областта на културата, образованието, науката и спорта на 19 юли 1995 г. Въз основа на това споразумение е подписана програма за сътрудничество в областта на образованието, науката и културата през декември 2001 г. за периода 2002 – 2004 г.
Дните на културата на руската федерация се състояли през 2002 година в Сърбия и Черна гора, и тези на Сърбия в Русия през 2003 година.
Руският център на науката и културата в Белград отваря врати на 9 април 1933 година. Центърът е известен под името „Руският дом“.

## История

### XIX и началото на XX век

#### Първа световна война
Един от факторите довел до започването на Първата световна война са близките двустранни отношения между Кралство Сърбия и Руската империя. Дори няколко години преди дипломатическите сблъсъци между европейските сили да станат неизбежни, Русия открито търси политическо и религиозно влияние в Сърбия. През май 1914 г. сръбските политици са раздвоени между 2 фракции – едната оглавявана от министър-председателят Никола Пашич, а другата водена от радикално националистическия шеф на военното разузнаване полковник Драгутин Димитриевич, известен с кодовото име Апис. През същия месец поради интриги от страна на полковник Димитриевич, цар Петър разпуска правителството на Пашич, но руския министър в Белград се намесва, за да възстанови правителството на Пашич. Последният знае, че Сърбия е почти фалирала поради тежките загуби в Балканските войни и потушаването на албанския бунт в Косово от декември 1913 г. и това води до желанието му за мир. Тъй като Русия също желае мир на Балканите, тя предпочита да поддържа Пашич във властта. Въпреки това убийството на ерцхерцог Франц Фердинанд дава на Австро-Унгария необходимото извинение да обяви война на Сърбия, като това прави руските усилия за запазване на мира чрез манипулация на правителството напразни.

### Съветският съюз и Югославия

#### Междувоенен период
След края на Първата световна война отношенията между Кралство Югославия и Съветския съюз изстиват поради това, че Съветският съюз е с комунистическо правителство, а Югославия остава монархия до 1941 г.

#### Втора световна война
Докато Югославия е все още монархия в годините преди нацистка Германия да промени политическия пейзаж в Европа, комунистически елементи набират сила и присъствие в югославския парламент. Поради тази причина, отношенията между комунистите от Югославия се насърчават от висши служители на Съветския съюз. Първоначалните отношения, обаче са напрегнати. През 1937 г. Сталин заповядва да бъде убит генералният секретар на Съюза на комунистите в Югославия Милан Горкич. Това се случва по време на Голямата чистка. Съветският съюз не успява да предприеме никакви действия по време на нахлуването в Югославия в началото на войната. В края на войната съветски войски участват в много битки в сътрудничество с югославските партизани, особено на територията на днешна Сърбия. Най-значимата от тези битки е Белградската операция, която буквално слага край на сектантското насилие и нацистката окупация в Югославия.

#### Студена война
След края на Втората световна война, Югославия установява комунистическо правителство, оглавявано от Йосип Броз Тито, с когото Сталин желае тесни връзки. По същество съветският лидер желае Югославия да стане член във Варшавския договор, като по този начин ще се превърне в буфер срещу „новата империалистическа заплаха“, включваща Великобритания и САЩ. Въпреки това Йосип Броз Тито отхвърля натиска на Сталин да присъедини Югославия към Варшавския договор, като също така спомага за създаването на Движението на необвързаните страни, което се смята за третия основен блок след НАТО и Варшавския договор.
През 1948 г., мотивиран от желанието да създаде силна и независима икономика, Тито моделира своя план за икономическо развитие независимо от Москва, което води до дипломатическа ескалация. Съветският отговор от 4 май обвинява Тито и Комунистическата партия на Югославия в неизпълнения на задълженията и критикува тяхната гордост от успехите срещу германците, като твърди, че Червената армия спасява Югославия от унищожение. Отговорът на Тито от 17 май предлага въпросът да бъде уреден по време на срещата на Коминформбюро през юни. Тито обаче не присъства на втората среща на Коминформбюро, страхувайки се, че Югославия ще бъде открито атакувана.
В този момент кризата почти ескалира до въоръжен конфликт, тъй като унгарски и съветски сили се събират на северната граница на Югославия. На 28 юни другите страни-членки изключват Югославия, позовавайки се на „националистически елементи“, които „са успели през последните 5 – 6 месеца да затвърдят своето господстващо положение“ в Комунистическата партия на Югославия. Предположението в Москва, е че след като изгуби съветското одобрение, Тито ще се провали. Експулсирането ефективно изключва Югославия от асоциацията на социалистическите страни, а други страни от Източна Европа претърпяват чистки на предполагаеми поддръжници на Тито.
През следващите години политическите и икономическите отношенията между двете страни преминават през периоди на относително размразяване, но културните и лични контакти почти напълно отсъстват. До краткотрайно затопляне в отношенията се стига едва в края на 80-те години, когато започналата в Съветския съюз Перестройка се опитва да търси модели за реформиране на комунизма в неговата по-либерална югославска версия. Този период кулминира с широко отразеното в медиите посещение на съветския диктатор Михаил Горбачов в Югославия на 14 – 18 март 1988 година.

### Съвременна история
Разпадането на Югославия и на Съветския съюз протича едновременно в началото на 90-те години на XX век. В навечерието на Югославските войни сръбските националисти около президента на Сърбия Слободан Милошевич търсят подкрепа от съветското правителство, като през март 1991 година югославският военен министър Велко Кадиевич прави внезапно посещение в Москва. Макар в контекста на разпадането на Съветския съюз да е против сепаратизма, Горбачов отказва да се ангажира активно със запазването на Югославия, донякъде и заради резервите му към авторитарната политика на Милошевич.
Резервираното отношение към сръбското правителство се запазва и при първия президент на независима Русия Борис Елцин, който подозира Милошевич във връзки с организаторите на Августовския пуч. Елцин се придържа към политика на мирно разделяне на Съветския съюз, включително и заради опасения от катастрофално развитие, подобно на това в Югославия. Той последователно признава независимостта от Югославия на Словения, Хърватия, Босна и Херцеговина и – след среща с българския президент Желю Желев – Република Македония. Подкрепя и усилията на международната общност за прекратяване на Югославските войни, включително чрез установеното през май 1992 година Ембарго над Съюзна република Югославия. В същото време руското правителство е подложено на остри критики за политиката си в Югославия от крайнодясната и комунистическата опозиция, които правят многократни демонстрации на солидарност със Сърбия в хода на войните.
През 1993 година Русия променя политиката си към Югославските войни и започва да се стреми към по-активна роля – запазвайки координацията си със Запада за прекратяване на военните действия, тя се застъпва за сръбските малцинства извън Сърбия, опитвайки се да стане участник в своеобразен кондоминиум със Запада в бивша Югославия. През февруари 1994 година с натиск върху Сърбия Русия успява да постигне известна деескалация на напрежението около Сараево, а малко по-късно ролята ѝ в конфликта е призната с включването ѝ в сформираната Контактна група за разрешаване на конфликта.
През следващите месеци неуспеха на руската дипломация да получи съдействие от босненските сърби за инициативите си предизвиква силно разочарование и критики към тях от руските власти и медии. След Клането в Сребреница Русия се задоволява да осъди вяло военната интервенция на НАТО и се опитва да се представи като косвен участник в постигнатото от американците Дейтънско споразумение през ноември 1995 година. След него Русия е включена в процеса на прилагане на споразумението и участва с 1600 души в разположените в Босна умиротворителни сили СФОР.
След края на Войната в Босна и Херцеговина Русия активизира връзките си със Сърбия, въпреки резервите си към президента Слободан Милошевич, когото смята за ненадежден партньор. Тя провежда дипломатическа кампания за премахване на санкциите срещу Съюзна република Югославия и оказва известна финансова помощ на сръбското правителство.
След няколко години на относителна загуба на интерес към Балканите, в началото на 1998 година началото на Косовската война подтиква Русия да се ангажира по-активно в региона. От гледна точка на собствените си проблеми в Чечения тя е принципен противник на отделянето на Косово и подкрепя усилията на Сърбия да запази контрола си над областта. В първите месеци на войната руското правителство се опитва да посредничи между Сърбия и Запада, като след разговори между президентите Елцин и Милошевич през юни 1998 година е постигнато краткотрайно примирие, а през септември-октомври с руско съдействие е предотвратена военна интервенция на НАТО срещу Сърбия. Продължаващото етническо прочистване, провеждано от Сърбия в Косово, е негласно насърчено от руската дипломация, която надценява възможностите си за натиск над Запада, което довежда до провала на Конференцията в Рамбуйе през март 1999 година и няколкоседмичната военна интервенция на НАТО, която слага край на войната.
Интервенцията на НАТО в Косово и руската подкрепа за Сърбия предизвикват най-тежката криза в отношенията между Русия и Запада от времето на Студената война. Поставена пред свършен факт, Русия не успява да окаже никаква реална помощ на Сърбия, като опитите ѝ за действия чрез ООН срещат ограничена подкрепа, с каквато не се ангажират дори повечето ѝ съюзници в ОНД. Унизителният дипломатически провал предизвиква и тежки вътрешнополитически сътресения в Русия. Всички политически сили изразяват подкрепата си за Сърбия, а крайнодясната и крайнолявата опозиция подновяват острите си нападки срещу Елцин и Запада. Сръбското правителство се възползва от тази атмосфера, за да увеличава по всички начини подкрепата за своята кауза. Така Милошевич предлага присъединяването на Съюзна република Югославия към Съюзната държава на Русия и Беларус, като руският парламент не успява да приеме предложението само с два гласа.
Опитвайки се да запази някакъв престиж, Русия в последния момент се включва в усилията на Запада за прекратяване на войната. Бившият премиер Виктор Черномирдин, заедно с финландския президент Марти Ахтисаари, стават посредници на Г-8 и през юни убеждават сръбския президент Милошевич да капитулира. Русия подкрепя резолюция на Съвета за сигурност на ООН, поставяща Косово под международна окупация, макар и номинално като част от Съюзна република Югославия. В същото време руски войски извършват десант на летището в Прищина, опитвайки се да създадат самостоятелна руска окупационна зона в Косово, но след няколкодневна блокада са принудени да се присъединят към международните сили КФОР.
След края на Косовската война и падането на авторитарния режим на Слободан Милошевич в Сърбия връзките между двете страни губят активността си. Сръбското правителство на Зоран Джинджич се концентрира върху размразяването на отношенията със Запада и извеждането на Сърбия от дългогодишната външнополитическа изолация и стопанска криза. Русия заема по-прагматична позиция към Сърбия и през 2000 година руският доставчик „Газпром“ прекъсва снабдяването на Сърбия с природен газ, заради натрупани значителни задължения. Споразумение за тях е постигнато през 2003 година, като по същото време руската „Лукойл“ купува сръбска верига бензиностанции в приватизационна сделка, предизвикала по-късно разследване за мащабна корупция. По това време националистически ориентираният сръбски президент, а след това и министър-председател Воислав Кощуница се опитва да получи руска подкрепа за политиката си, но новият руски президент Владимир Путин отказва да се ангажира активно с него. Все пак двамата си разменят посещения, като през юни 2001 година Путин прави първото посещение на най-високо равнище в Белград от това на Горбачов през 1988 година.

## Двустранни срещи
| Дата              | Посещения |
| ----------------- | --- |
| Октомври 2000 г   | Среща между федералния президент Воислав Кощуница и президента на Руската федерация Владимир Путин в Москва                                                                            |
| Януари 2001 г.    | Посещение на федералния министър на външните работи Горан Свиланович, в Москва |
| Февруари 2001 г   | Посещение на Федерална заместник министър-председател и федералният министър на външните икономически отношения, Миролюб Лабус, в Москва                                               |
| Март 2001 г.      | Посещение на министъра на външните работи на руски, Игор Иванов, в Белград |
| Април 2001 г.     | Посещение на Федералния министър-председател Зоран Джинджич в Москва |
| Юни 2001 г.       | Посещение на президента на Руската федерация Владимир Путин, на Белград и Прищина и среща с федералния президент Воислав Кощуница и сръбския премиер Зоран Джинджич                    |
| Септември 2002 г. | Среща между федералния президент Воислав Кощуница и руският премиер Михаил Касянов на срещата на върха на Земята 2002, проведена в Йоханесбург                                         |
| Април 2003 г.     | Посещение на министъра на външните работи Свиланович, в Москва |
| Юни 2004 г.       | Среща между министър-председателя на Сърбия Воислав Кощуница и президента на Руската федерация Владимир Путин в Сочи                                                                   |
| Юни 2004 г.       | Посещение на министъра на външните работи Вук Драшкович на Руската федерация. |
| Май 2005 г.       | Президентът на Сърбия и Черна гора Светозар Марович посети Руската федерация, за да присъства на церемониите за отбелязване на 60-ата годишнина от Деня на победата на 9 май в Москва. |
| Ноември 2005 г    | Руският външен министър Сергей Лавров посети Белград. |
| Ноември 2005 г.   | Среща между президента на Сърбия Борис Тадич и президента на Руската федерация Владимир Путин в Москва                                                                                 |
| Ноември 2005 г.   | Министър на външните работи Вук Драшкович посети Руската федерация |
| Ноември 2005 г.   | Сръбският премиер Воислав Кощуница посети Руската федерация в качеството му като спонсор на Националното изложение на Сърбия в Москва.                                                 |
| Май 2006 г.       | Сръбският премиер Воислав Кощуница се срещна с Владимир Путин в Санкт Петербург |
| Април 2007 г.     | Руският външен министър Сергей Лавров участва в срещата на ОССЕ в Белград |
| Юни 2007 г.       | Сръбският външен министър Вук Йеремич посети Москва. |
| Юни 2007 г.       | Сръбският премиер Воислав Кощуница се срещна с Владимир Путин в Санкт Петербург |
| Ноември 2007 г.   | Сръбският външен министър Вук Йеремич посети Москва |
| Януари 2008 г.    | Сръбският президент Борис Тадич и премиера Воислав Кощуница посети Москва |
| Юли 2008 г        | Сръбският външен министър Вук Йеремич посети Москва |
| Октомври 2009 г.  | Сръбският външен министър Вук Йеремич посети Москва |
| Март 2011 г.      | Министър-председателят на Русия Владимир Путин посети Белград |
| Април 2011 г.     | Руският външен министър Сергей Лавров посети Белград |